# 绍姆洛瑟勒什
绍姆洛瑟勒什，是匈牙利维斯普雷姆州所辖的一个村，总面积19.46平方公里，总人口653，人口密度33.6人/平方公里（2010年1月1日）。